# Shari, Hokkaidō
Shari (斜里町 Shari-chō) là thị trấn thuộc huyện Shari, phó tỉnh Okhotsk, Hokkaidō, Nhật Bản. Tính đến ngày 1 tháng 10 năm 2020, dân số ước tính thị trấn là 11.418 người và mật độ dân số là 15 người/km2. Tổng diện tích thị trấn là 736.97 km2.

## Địa lý

### Khí hậu
| Dữ liệu khí hậu của Shari, Hokkaidō      | Dữ liệu khí hậu của Shari, Hokkaidō | Dữ liệu khí hậu của Shari, Hokkaidō | Dữ liệu khí hậu của Shari, Hokkaidō | Dữ liệu khí hậu của Shari, Hokkaidō | Dữ liệu khí hậu của Shari, Hokkaidō | Dữ liệu khí hậu của Shari, Hokkaidō | Dữ liệu khí hậu của Shari, Hokkaidō | Dữ liệu khí hậu của Shari, Hokkaidō | Dữ liệu khí hậu của Shari, Hokkaidō | Dữ liệu khí hậu của Shari, Hokkaidō | Dữ liệu khí hậu của Shari, Hokkaidō | Dữ liệu khí hậu của Shari, Hokkaidō | Dữ liệu khí hậu của Shari, Hokkaidō |
| Tháng                                    | 1                                   | 2                                   | 3                                   | 4                                   | 5                                   | 6                                   | 7                                   | 8                                   | 9                                   | 10                                  | 11                                  | 12                                  | Năm                                 |
| ---------------------------------------- | ----------------------------------- | ----------------------------------- | ----------------------------------- | ----------------------------------- | ----------------------------------- | ----------------------------------- | ----------------------------------- | ----------------------------------- | ----------------------------------- | ----------------------------------- | ----------------------------------- | ----------------------------------- | ----------------------------------- |
| Cao kỉ lục °C (°F)                       | 9.7 (49.5)                          | 11.9 (53.4)                         | 19.9 (67.8)                         | 31.2 (88.2)                         | 35.0 (95.0)                         | 32.8 (91.0)                         | 36.7 (98.1)                         | 37.1 (98.8)                         | 34.4 (93.9)                         | 26.8 (80.2)                         | 21.5 (70.7)                         | 15.3 (59.5)                         | 37.1 (98.8)                         |
| Trung bình ngày tối đa °C (°F)           | −2.2 (28.0)                         | −2.1 (28.2)                         | 2.1 (35.8)                          | 9.2 (48.6)                          | 15.6 (60.1)                         | 19.1 (66.4)                         | 22.6 (72.7)                         | 24.3 (75.7)                         | 21.2 (70.2)                         | 15.3 (59.5)                         | 7.8 (46.0)                          | 0.7 (33.3)                          | 11.1 (52.0)                         |
| Trung bình ngày °C (°F)                  | −6.5 (20.3)                         | −7.0 (19.4)                         | −2.3 (27.9)                         | 4.1 (39.4)                          | 9.8 (49.6)                          | 13.8 (56.8)                         | 17.7 (63.9)                         | 19.3 (66.7)                         | 16.0 (60.8)                         | 9.9 (49.8)                          | 3.2 (37.8)                          | −3.5 (25.7)                         | 6.2 (43.2)                          |
| Tối thiểu trung bình ngày °C (°F)        | −12.7 (9.1)                         | −13.9 (7.0)                         | −8.1 (17.4)                         | −1.0 (30.2)                         | 4.1 (39.4)                          | 8.8 (47.8)                          | 13.2 (55.8)                         | 14.8 (58.6)                         | 10.8 (51.4)                         | 4.2 (39.6)                          | −1.6 (29.1)                         | −9.1 (15.6)                         | 0.8 (33.4)                          |
| Thấp kỉ lục °C (°F)                      | −27.8 (−18.0)                       | −31.6 (−24.9)                       | −25.7 (−14.3)                       | −19.1 (−2.4)                        | −4.5 (23.9)                         | −1.2 (29.8)                         | 2.6 (36.7)                          | 4.2 (39.6)                          | 0.7 (33.3)                          | −4.8 (23.4)                         | −20.1 (−4.2)                        | −24.0 (−11.2)                       | −31.6 (−24.9)                       |
| Lượng Giáng thủy trung bình mm (inches)  | 35.1 (1.38)                         | 24.4 (0.96)                         | 37.0 (1.46)                         | 52.2 (2.06)                         | 60.2 (2.37)                         | 62.4 (2.46)                         | 85.7 (3.37)                         | 108.7 (4.28)                        | 122.6 (4.83)                        | 91.0 (3.58)                         | 63.7 (2.51)                         | 54.1 (2.13)                         | 802.0 (31.57)                       |
| Lượng tuyết rơi trung bình cm (inches)   | 153 (60)                            | 124 (49)                            | 100 (39)                            | 30 (12)                             | 1 (0.4)                             | 0 (0)                               | 0 (0)                               | 0 (0)                               | 0 (0)                               | 1 (0.4)                             | 17 (6.7)                            | 101 (40)                            | 524 (206)                           |
| Số ngày giáng thủy trung bình (≥ 1.0 mm) | 11.0                                | 7.8                                 | 8.6                                 | 10.2                                | 10.8                                | 10.4                                | 11.0                                | 11.3                                | 11.3                                | 10.9                                | 11.9                                | 11.1                                | 126.3                               |
| Số ngày tuyết rơi trung bình             | 17.5                                | 13.7                                | 11.5                                | 3.7                                 | 0.1                                 | 0                                   | 0                                   | 0                                   | 0                                   | 0                                   | 2.1                                 | 12.2                                | 60.8                                |
| Số giờ nắng trung bình tháng             | 78.2                                | 112.9                               | 151.7                               | 171.3                               | 180.4                               | 175.0                               | 176.1                               | 167.2                               | 155.9                               | 141.5                               | 101.4                               | 88.7                                | 1.700,4                             |
| Nguồn: Cục Khí tượng Nhật Bản            |                                     |                                     |                                     |                                     |                                     |                                     |                                     |                                     |                                     |                                     |                                     |                                     |                                     |

| Dữ liệu khí hậu của Utoro, Shari         | Dữ liệu khí hậu của Utoro, Shari | Dữ liệu khí hậu của Utoro, Shari | Dữ liệu khí hậu của Utoro, Shari | Dữ liệu khí hậu của Utoro, Shari | Dữ liệu khí hậu của Utoro, Shari | Dữ liệu khí hậu của Utoro, Shari | Dữ liệu khí hậu của Utoro, Shari | Dữ liệu khí hậu của Utoro, Shari | Dữ liệu khí hậu của Utoro, Shari | Dữ liệu khí hậu của Utoro, Shari | Dữ liệu khí hậu của Utoro, Shari | Dữ liệu khí hậu của Utoro, Shari | Dữ liệu khí hậu của Utoro, Shari |
| Tháng                                    | 1                                | 2                                | 3                                | 4                                | 5                                | 6                                | 7                                | 8                                | 9                                | 10                               | 11                               | 12                               | Năm                              |
| ---------------------------------------- | -------------------------------- | -------------------------------- | -------------------------------- | -------------------------------- | -------------------------------- | -------------------------------- | -------------------------------- | -------------------------------- | -------------------------------- | -------------------------------- | -------------------------------- | -------------------------------- | -------------------------------- |
| Cao kỉ lục °C (°F)                       | 10.8 (51.4)                      | 15.8 (60.4)                      | 21.0 (69.8)                      | 28.7 (83.7)                      | 33.6 (92.5)                      | 32.9 (91.2)                      | 34.2 (93.6)                      | 35.3 (95.5)                      | 32.9 (91.2)                      | 27.2 (81.0)                      | 21.9 (71.4)                      | 15.6 (60.1)                      | 35.3 (95.5)                      |
| Trung bình ngày tối đa °C (°F)           | −2.7 (27.1)                      | −2.7 (27.1)                      | 1.4 (34.5)                       | 8.3 (46.9)                       | 14.8 (58.6)                      | 18.3 (64.9)                      | 22.0 (71.6)                      | 23.3 (73.9)                      | 20.2 (68.4)                      | 14.4 (57.9)                      | 7.3 (45.1)                       | 0.5 (32.9)                       | 10.4 (50.7)                      |
| Trung bình ngày °C (°F)                  | −5.3 (22.5)                      | −6.0 (21.2)                      | −2.0 (28.4)                      | 4.0 (39.2)                       | 9.8 (49.6)                       | 13.5 (56.3)                      | 17.3 (63.1)                      | 18.8 (65.8)                      | 15.6 (60.1)                      | 10.1 (50.2)                      | 3.7 (38.7)                       | −2.4 (27.7)                      | 6.4 (43.6)                       |
| Tối thiểu trung bình ngày °C (°F)        | −8.6 (16.5)                      | −10.0 (14.0)                     | −5.9 (21.4)                      | −0.3 (31.5)                      | 4.9 (40.8)                       | 8.9 (48.0)                       | 13.2 (55.8)                      | 14.8 (58.6)                      | 11.4 (52.5)                      | 5.8 (42.4)                       | 0.1 (32.2)                       | −5.5 (22.1)                      | 2.4 (36.3)                       |
| Thấp kỉ lục °C (°F)                      | −18.3 (−0.9)                     | −20.8 (−5.4)                     | −20.9 (−5.6)                     | −10.5 (13.1)                     | −3.8 (25.2)                      | −0.5 (31.1)                      | 3.5 (38.3)                       | 6.0 (42.8)                       | 3.4 (38.1)                       | −2.2 (28.0)                      | −9.6 (14.7)                      | −13.9 (7.0)                      | −20.9 (−5.6)                     |
| Lượng Giáng thủy trung bình mm (inches)  | 76.9 (3.03)                      | 54.9 (2.16)                      | 72.2 (2.84)                      | 98.2 (3.87)                      | 104.6 (4.12)                     | 84.2 (3.31)                      | 101.2 (3.98)                     | 132.5 (5.22)                     | 143.5 (5.65)                     | 130.1 (5.12)                     | 105.5 (4.15)                     | 112.7 (4.44)                     | 1.202,1 (47.33)                  |
| Lượng tuyết rơi trung bình cm (inches)   | 168 (66)                         | 136 (54)                         | 118 (46)                         | 46 (18)                          | 7 (2.8)                          | 0 (0)                            | 0 (0)                            | 0 (0)                            | 0 (0)                            | 1 (0.4)                          | 29 (11)                          | 138 (54)                         | 635 (250)                        |
| Số ngày giáng thủy trung bình (≥ 1.0 mm) | 15.3                             | 10.5                             | 10.6                             | 10.6                             | 11.7                             | 11.0                             | 11.1                             | 11.5                             | 12.3                             | 12.3                             | 13.9                             | 15.1                             | 145.9                            |
| Số ngày tuyết rơi trung bình             | 18.4                             | 14.0                             | 12.2                             | 5.3                              | 0.6                              | 0                                | 0                                | 0                                | 0                                | 0.2                              | 3.3                              | 16.4                             | 70.4                             |
| Số giờ nắng trung bình tháng             | 59.3                             | 91.6                             | 130.7                            | 157.0                            | 175.1                            | 170.5                            | 173.3                            | 162.2                            | 148.5                            | 128.4                            | 77.3                             | 53.5                             | 1.527,2                          |
| Nguồn: Cục Khí tượng Nhật Bản            |                                  |                                  |                                  |                                  |                                  |                                  |                                  |                                  |                                  |                                  |                                  |                                  |                                  |

## Nhân vật đến từ Shari
- Kumagoro Tatsuhikari (1969-2011): Cựu đô vật sumo.
- Takebe Tsutomu: Chính khách người Nhật Bản.